# Dendrophthoe luzonensis
Dendrophthoe luzonensis là một loài thực vật có hoa trong họ Loranthaceae. Loài này được (C.Presl ex Schult.f.) G.Don mô tả khoa học đầu tiên năm 1834.